# Гран-при Лиллехаммера
Гран-при Лиллехаммера (норв. Lillehammer GP) — шоссейная однодневная велогонка, проводится в рамках уик-энда Uno-X Development, который проходит в конце августа — начале сентября в фюльке (округе) Иннландет в Норвегии и включает себя три велогонки: Гран-при Хафьеля, Гран-при Лиллехаммера и Гйельне Гутуэр. Включена в календарь UCI Europe Tour, имеет категорию 1.2.

## Призёры
| Год  | Победитель          | Второй           | Третий                 |         |
| ---- | ------------------- | ---------------- | ---------------------- | ------- |
| 2018 | Александер Камп     | Андреас Стокбро  | Кес Бол                |         |
| 2019 | Никлас Ларсен       | Кристиан Аасволд | Юлиан Мертенс          |         |
| 2020 | Андреас Лекнесунд   | Торстен Трэен    | Андреас Стаёуне-Митте  |         |
| 2021 | Идар Андерсен       | Джанни Маршан    | Лукас Эрикссон         |         |
| 2022 | Магнус Бак Кларис   | Josh Kench       | Торстен Трэен          |         |
| 2023 | Christian Lindquist | Johannes Kulset  | Eivind Broholt Fougner |         |
| 2024 | отменён             | отменён          | отменён                | отменён |

## Победители по странам
| Страна   | Побед |
| -------- | ----- |
| Дания    | 2     |
| Норвегия | 1     |